# Regionalwahl in Molise 1990
Die Regionalwahl in Molise 1990 fand am 6. und 7. Mai statt.

## Wahlergebnis
| Listen            | Listen                                        | Stimmen | %    | Mandate |
| ----------------- | --------------------------------------------- | ------- | ---- | ------- |
|                   | Democrazia Cristiana                          | 130.137 | 58,9 | 19      |
|                   | Partito Comunista Italiano                    | 31.432  | 14,2 | 4       |
|                   | Partito Socialista Italiano                   | 26.391  | 12,0 | 4       |
|                   | Partito Socialista Democratico Italiano       | 7.705   | 3,5  | 1       |
|                   | Movimento Sociale Italiano – Destra Nazionale | 7.287   | 3,3  | 1       |
|                   | Partito Repubblicano Italiano                 | 6.615   | 3,0  | 1       |
|                   | Partito Liberale Italiano                     | 5.642   | 2,6  | –       |
|                   | Lista Verde – Verdi Arcobaleno                | 3.065   | 1,4  | –       |
|                   | Democrazia Proletaria                         | 1.211   | 0,5  | –       |
|                   | Antiproibizionisti sulla Droga                | 906     | 0,4  | –       |
|                   | Lega Lombarda – Lega Sud                      | 398     | 0,2  | –       |
| Gesamt            | Gesamt                                        | 220.789 | 100  | 30      |
|                   |                                               |         |      |         |
| Ungültige Stimmen | Ungültige Stimmen                             | 13.031  | 5,6  |         |
| Wähler            | Wähler                                        | 233.820 | 76,7 |         |
| Wahlberechtigte   | Wahlberechtigte                               | 304.688 |      |         |